# إيلينا سيتشيني
ايلينا سيتشيني (بالإيطالية: Elena Cecchini) (و. 1992  م) هي دراجة، من إيطاليا، ولدت في أوديني، شاركت في ركوب الدراجات في الألعاب الأولمبية الصيفية 2016.

## سباقات أو مراحل فاز بها
| التاريخ        | السباق                                                       | المركز                  |
| -------------- | ------------------------------------------------------------ | ----------------------- |
| 05 يوليو 2009  | 2009 European Road Cycling Championships Women U19 RR        | الفائز في التصنيف العام |
| 22 أغسطس 2012  | Trophée d'Or féminin 2012                                    | الفائز في التصنيف العام |
| 07 مارس 2013   | درينتشت آخت فان ويسترفيلد 2013                               | الخامس في التصنيف العام |
| 28 أغسطس 2013  | 2013 تور دي آرديش للسيدات                                    |                         |
| 01 يناير 2014  | كأس العالم لسباق الدراجات على الطريق للسيدات 2014            |                         |
| 30 مارس 2014   | تروفيو ألفريدو بيندا كومون دي سيتيجليو 2014                  | التاسع في التصنيف العام |
| 07 أبريل 2014  | جي بي دوتيغنيز 2014                                          | الرابع في التصنيف العام |
| 18 أبريل 2014  | 2014 Winston-Salem Cycling Classic                           | الخامس في التصنيف العام |
| 11 مايو 2014   | طواف النساء 2014                                             | العاشر في التصنيف العام |
| 18 مايو 2014   | طواف جزيرة تشونغ مينغ كأس العالم 2014                        | الثاني في التصنيف العام |
| 15 يونيو 2014  | طواف الباسك للسيدات 2014                                     | الثاني في تصنيف الجبال  |
| 29 يونيو 2014  | سباق الطريق للسيدات في بطولة إيطاليا 2014                    | الفائز في التصنيف العام |
| 12 يوليو 2014  | سباق الطريق لأقل من سنة للسيدات - بطولة أوروبا للدراجات 2014 |                         |
| 07 سبتمبر 2014 | 2014 تور دي آرديش للسيدات                                    |                         |
| 27 يونيو 2015  | سباق الطريق للسيدات في بطولة إيطاليا 2015                    | الفائز في التصنيف العام |
| 25 يونيو 2016  | سباق الطريق للسيدات في بطولة إيطاليا 2016                    | الفائز في التصنيف العام |
| 21 يوليو 2016  | سباق تورينجيا للسيدات 2016                                   | الفائز في التصنيف العام |
| 23 يونيو 2017  | سباق الدراجات ضد الساعة للسيدات في بطولة إيطاليا 2017        |                         |
| 30 يونيو 2018  | Contre-la-montre féminin aux Jeux méditerranéens 2018        | الفائز في التصنيف العام |
| 04 أكتوبر 2018 | سباق الدراجات ضد الساعة للسيدات في بطولة إيطاليا 2018        | الفائز في التصنيف العام |
| 12 أكتوبر 2019 | سباق الدراجات ضد الساعة للسيدات في بطولة إيطاليا 2019        | الفائز في التصنيف العام |

## روابط خارجية
- إيلينا سيتشيني على موقع الاتحاد الدولي للدراجات (الإنجليزية)
- إيلينا سيتشيني على موقع أرشيف الدراجات (الإنجليزية)
- إيلينا سيتشيني على موقع إحصائيات الدراجات الإحترافية (الإنجليزية)
- إيلينا سيتشيني على موقع نسبة الدراجات (الإنجليزية)
- إيلينا سيتشيني على موقع CycleBase (الإنجليزية)
- إيلينا سيتشيني على موقع اللجنة الأولمبية الدولية (الإنجليزية)
- إيلينا سيتشيني على موقع أوليمبيديا (الإنجليزية)